# Stenoscaptia
Stenoscaptia is een geslacht van vlinders van de familie spinneruilen (Erebidae), uit de onderfamilie Arctiinae.

## Soorten
- S. aroa Bethune-Baker, 1904
- S. dichromus Rothschild, 1916
- S. latifascia Rothschild, 1916
- S. niveiceps Rothschild, 1913
- S. phlogozona Turner, 1904
- S. venusta Lucas, 1890